# الطريق إلى التراث الإسلامي (كتاب)
الطريق إلى التراث الإسلامي هو كتاب من تأليف الدكتور علي جمعة أستاذ أصول الفقه بجامعة الأزهر، ومفتي الديار المصرية السابق.

## موضوع الكتاب وهدفه
يؤكد المؤلف إن الهدف من الكتاب هو أن نمتلك الأداة الضرورية اللازمة لفهم آليات التعامل مع الموروث الإسلامي، مع ضرورة حفظ التمييز بين الأصلين المنزهين الكتاب والسنة وبين سائر التراث الذي اجتهد في انتاجه المسلمون من علوم وفكر، وفقه وفتاوى، ورؤى وواقع تاريخي. الكتاب يعد مفتاحاً لفهم التراث الإسلامي، ويفتح طريقاً للفهم والترجيح الصحيح والاختيار المناسب.

## محتوى الكتاب
يقع الكتاب في ثلاثة أقسام: 
1. الأول تحت عنوان: «مداخل إلى العلوم التراثية الإسلامية» يتناول فيه الفهم، والنموذج المعرفي الإسلامي، وعناصر العقلية التراثية والمفاهيم الملتبسة والأدوات المستخدمة في التعامل مع العلوم التراثية.
2. ويقع القسم الثاني تحت عنوان: «نظريات أصول الفقه» يتناول فيها تراث علوم أصول الفقه، الحكم عن الأصوليين، ونظرية الحجية والثبوت والدلالة القطعية والظنية والقياس والاستدلال والإفتاء.
3. وفي القسم الثالث يتناول د. علي جمعة معالم التعامل مع القرآن الكريم والسنة النبوية وأصول الفقه.